# الاستيلاء على سنغافورة (رواية)
الاستيلاء على سنغافورة (بالإنجليزية: The Singapore Grip)‏ هي رواية للكاتب البريطاني جي جي فاريل، نشرت عام 1978، لأول مرة عن دار نشر وادينفيلد آند نيكلسون.